# 阿伯丁
阿伯丁（英語： i/æbərˈdiːn/；低地蘇格蘭語： listenⓘ；蘇格蘭蓋爾語： [ˈopər ˈʝɛhɪn]），英國苏格兰地区的主要城市之一，是蘇格蘭八個指定市中，人口排行第三的城市（2020年時統計為198,590人）。面积186km²。该市位於苏格兰东北部，北面的顿河（River Don）與南面迪伊河（River Dee）的河口之間，是北海海濱的主要海港。
在18世紀中葉到20世紀中葉的200年間，阿伯丁建築統一採用灰色花崗岩，因而有“花崗岩城”（Granite City）之稱，又因為花崗岩中雲母的銀色光澤而被稱為“銀城”（Silver City）。 1970年代發現了北海油田之後又獲得了“歐洲石油之都”（Oil Capital of Europe）和“歐洲能源之都”（Energy Capital of Europe）等稱呼。
阿伯丁地區至少在8,000年前就有人類居住，大衛一世統治時期獲得皇家自治鎮的地位。而到了現代，傳統的漁業、造紙業、造船業和紡織業都被石油工業和海運取代。阿伯丁直升機場是世界最繁忙的直升機場之一， 其海港也是蘇格蘭東北部最大港口。
文化上，1495年阿伯丁大學成立，這是英國最古老的古典大學之一。加上1992年獲得大學資格的羅伯特戈登大學，阿伯丁成為了區域內的教育中心。該市每年也負責舉辦阿伯丁國際青年節。

## 行政
- 行政上，亞伯丁市（City of Aberdeen）是蘇格蘭地区32個一級行政區（稱為單一管理區）之一。但它同时也是亞伯丁郡（Aberdeenshire）的首府，不过市内事务不受郡政府管辖。
- 阿伯丁也是苏格兰原有行政区划中格兰扁（Grampian）地区的主要城镇。虽然1996年以后格兰扁区被拆分，但是至今为止包括格兰扁警区、消防队等的总部都在阿伯丁。

## 教育

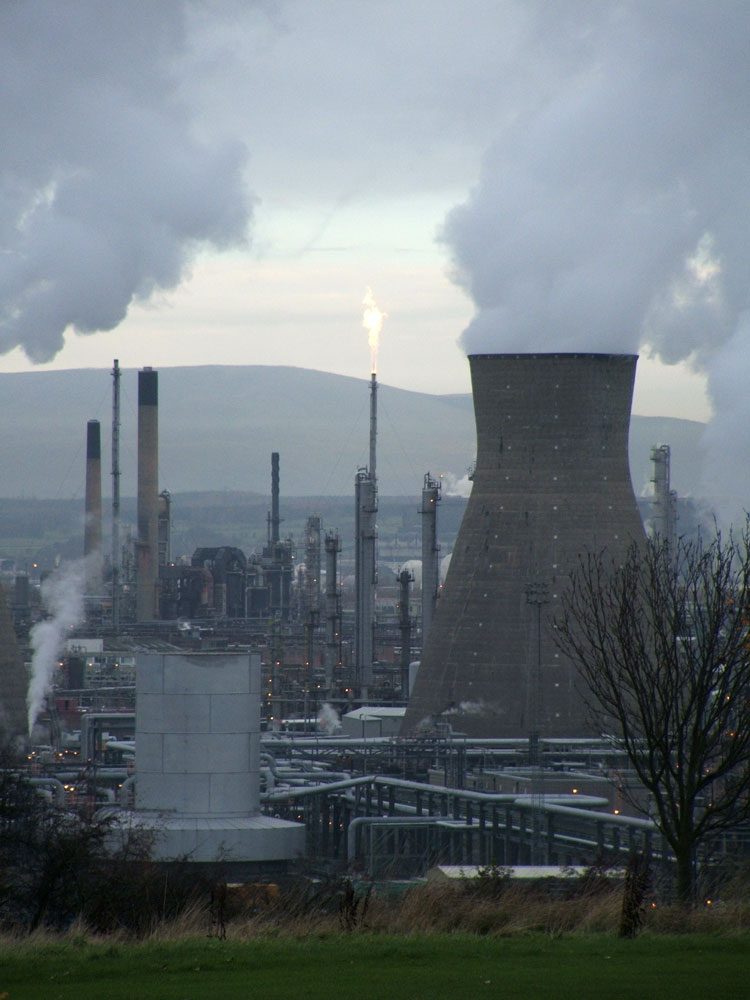
阿伯丁的石油精煉廠區

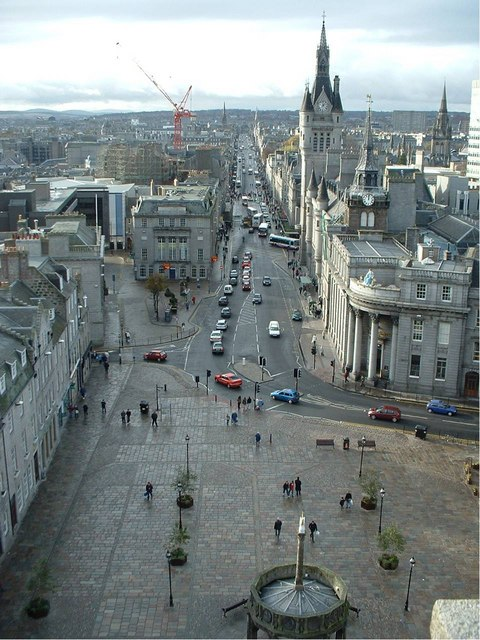
阿伯丁市中心區

- 阿伯丁大学，建校于1495年，是苏格兰和英国最古老的大学之一。
- 罗伯特戈登大学，1965年建理工学院，1992年升格为大学，是英国新兴大学之一。

## 文化
在亞伯丁每年的例行活動中，較為熱鬧且知名的莫過於一年一度的亞伯丁國際青年節（Aberdeen International Youth Festival）。自1981年開始，參與這個藝術節慶的團體都是來自世界各地頂尖的青年音樂或藝術創作人才，聚首一堂互相進行文化交流。2017年11月，由於當地政府補助經費的停止，青年節相關活動也隨之走入歷史。
阿伯丁有职业足球队，参加苏格兰足球超级联赛。

## 物产
几个世纪以来，阿伯丁的主要建筑材料都是西面的格兰扁山脉出产的花岗岩。至今城内各处仍有不少百年以上的花岗岩建筑，并且基本都在日常使用中，因此城市也有花岗岩城（Granite City）的称谓。伦敦著名的英国议会大厦、滑铁卢大桥（即《魂断蓝桥》中的大桥）以及海德公园的亞伯特纪念像底座等在建筑时都曾使用阿伯丁出产的花岗岩。阿伯丁大学的马修学院（Marischall College）是世界上第二大的花岗岩建筑。
1970年代之後，北海海底发现有大量的原油蘊藏。負責開採的許多大型石油公司都是以亞伯丁作為轉運母港與總部所在地，因此該市又有「歐洲石油之都」（Oil Capital of Europe）的美譽。

## 交通运输

### 空運

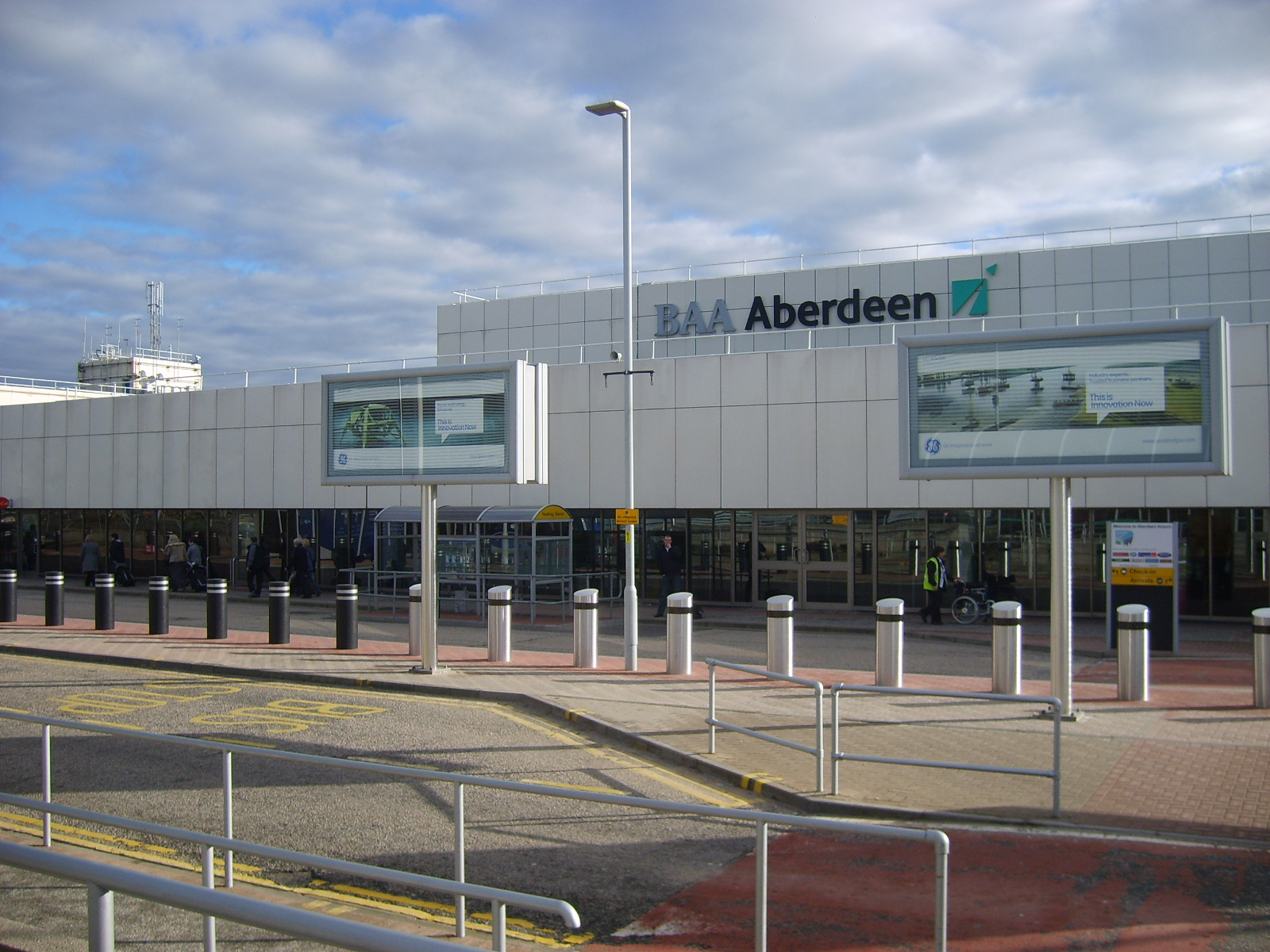
阿伯丁機場客運大樓

位於市郊以北的阿伯丁機場（ABZ）服務於國內和國外目的地，包括來往法國、德國、荷蘭、西班牙、比利時、奧地利、愛爾蘭和斯堪的納維亞等等的機場。

### 鐵路

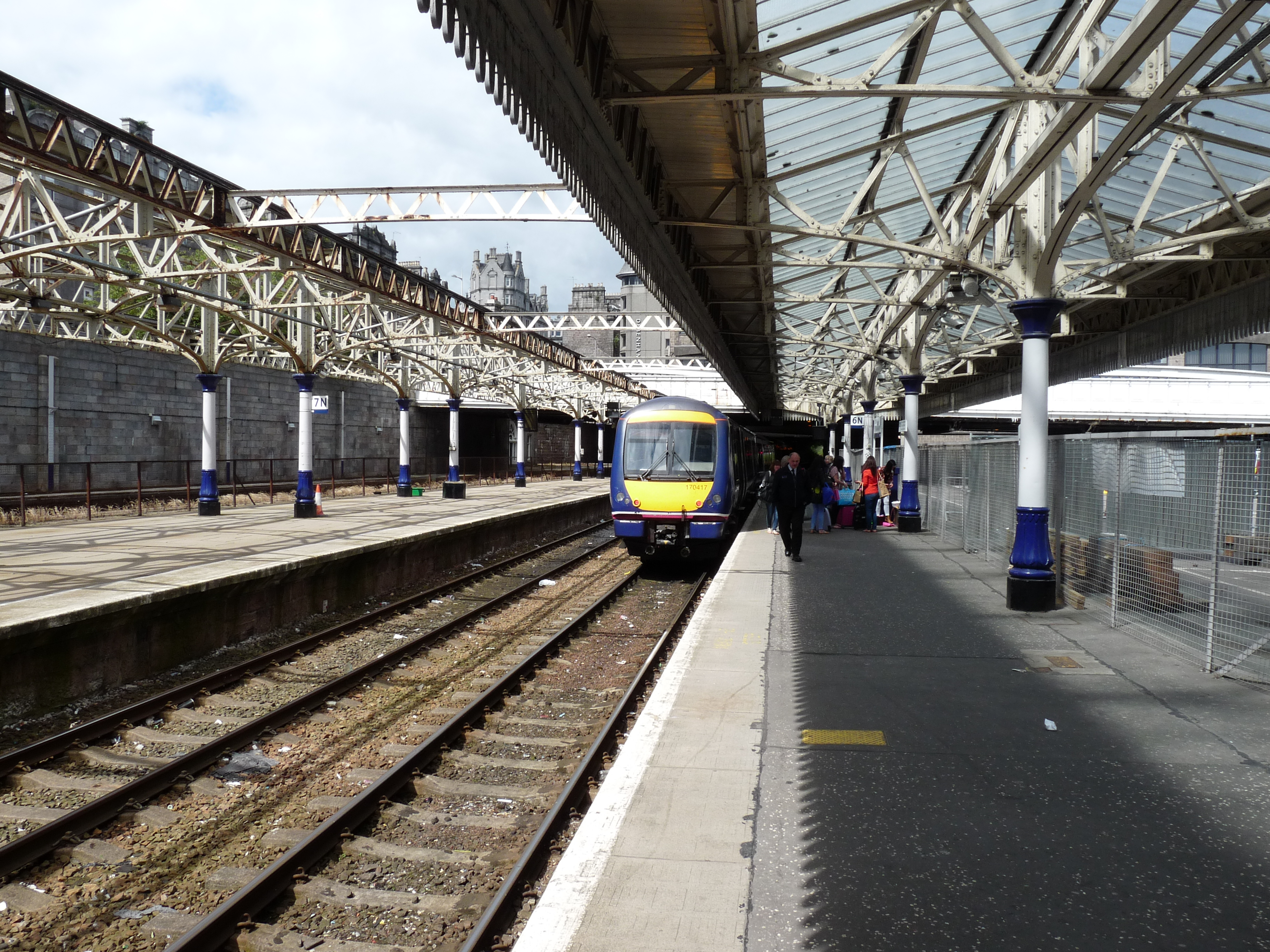
阿伯丁火車站

阿伯丁火車站位於英國主要的鐵路網絡上，火車公司Abellio ScotRail經常有列車由阿伯丁直達愛丁堡，格拉斯哥和因弗內斯等主要城市。 2007年又增設了一座新的售票處。
英國最長的直達鐵路也是由阿伯丁到彭贊斯。

### 公路
除了A90公路的短短阿伯丁西繞道部分，阿伯丁沒有任何高速公路連接，只有主幹道連接當地，例如A90公路（源於愛丁堡）（主要幹線段）、A96公路（源於印威內斯）和A93公路（源於珀斯）

## 友好城市
阿伯丁与以下城市结为友好城市：
- 德国 雷根斯堡（1955）
- 美国 休斯敦（1979）
- 法國 克莱蒙费朗（1983）
- 辛巴威 布拉瓦约（1986）
- 挪威 斯塔万格（1990）
- 白俄羅斯 戈梅利（1990）
- 哥伦比亚 巴兰基亚（2016）

## 著名人物
- 大衛·加里（David Carry），游泳运动员，2006年英聯邦運動會400米自由泳和400米自由泳接力的金牌得主。[13]
- 羅伯特·倫維克（Robert Renwick），游泳运动员，2010年英联邦运动会200米自由泳项目的金牌得主。[14]
- 伯蒂·查爾斯·福布斯，《福布斯》杂志创办人。[15]
- 萊恩·高爾德，足球运动员，现时效力于葡萄牙足球超级联赛的葡萄牙士砵亭俱樂部。[16]
- 丹尼斯·劳，前足球运动员，1950年代至1970年代活跃于英格兰及意大利球坛，曾效力于曼城、曼联和蘇格蘭足球代表隊。[17]1968年欧洲冠军联赛最佳射手。[18]
- 安妮·蓝妮克丝，女歌手，八次全英音樂獎得主。[19]
- 蘿絲·萊斯莉，女演员，因出演HBO的电视剧《权力的游戏》而著名。[20]

## 外部連結
- （英文）亞伯丁市議會官方網站 （页面存档备份，存于）
- （中文）亞伯丁华人社区 （页面存档备份，存于）